# スタニスラワ・コマロワ
スタニスラワ・スタニスラーボブナ・コマロワ（ロシア語: Станислава Станиславовна Комарова, 英語: Stanislava Stanislavovna Komarova, 1986年6月12日 - ）は、ロシア・モスクワ出身の女子競泳選手。182 cm、59 kg。専門は背泳。2004年アテネオリンピック銀メダリスト。トレーニング拠点はスイス・ティチーノ州。

## 人物
- ロシアを代表する美人スイマーとして各国のマスコミから注目を浴びる一方で、競技と並行してモデル活動も行っている。
- ゴーグルを使用せずに泳ぐ選手のひとりとしても知られている。

## 経歴
2001年に福岡で開催された世界選手権に15歳で出場。100m・200m背泳にエントリーし200mで銀メダルを獲得。
2003年の世界選手権でも200mで銅メダルを獲得。
2004年にはアテネオリンピックに100m・200m背泳で出場。200mでは銀メダルを獲得した。
2005年には日本短水路選手権の招待選手として2度目の来日。100m・200mにエントリーして臨み、2種目とも決勝で中村礼子に敗れたものの2位に入る。この年の世界選手権では200mで6位。
2008年北京オリンピックにも200mで出場したが、準決勝で敗退。